# Mülsenbach
Der Mülsenbach ist ein etwa 17 km langer, rechter Nebenfluss der Zwickauer Mulde im Vorland des Westerzgebirges im Freistaat Sachsen. Er durchfließt den nach ihm benannten Mülsengrund mit sieben der acht Ortsteile der Gemeinde Mülsen bei Zwickau.

## Name
Der Name ist aus dem slawischen Milsena für „kleine Mulde“ abgeleitet. Andere Sprachwissenschaftler gehen von einem germanischen Namensursprung aus.

## Verlauf
Der Mülsenbach entspringt südlich des Mülsener Ortsteils Ortmannsdorf in der Nähe der A 72 am Parkplatz „Waldschänke“ zwischen den Abfahrten „Hartenstein“ und „Zwickau-Ost“ auf dem Gebiet des Hartensteiner Ortsteils Zschocken. Er fließt in nordwestliche Richtung durch den 17 km langen Mülsengrund und passiert dabei die Mülsener Ortsteile Ortmannsdorf, Mülsen St. Niclas, Mülsen St. Jacob, Mülsen St. Micheln, Stangendorf, Thurm und Niedermülsen. Kurz vor seiner Mündung zweigt in Niedermülsen der Mühlgraben ab und fließt wenige Kilometer stromabwärts wieder in den Bach. Der Mülsenbach mündet auf der Flur des Zwickauer Ortsteils Schlunzig in die Zwickauer Mulde.

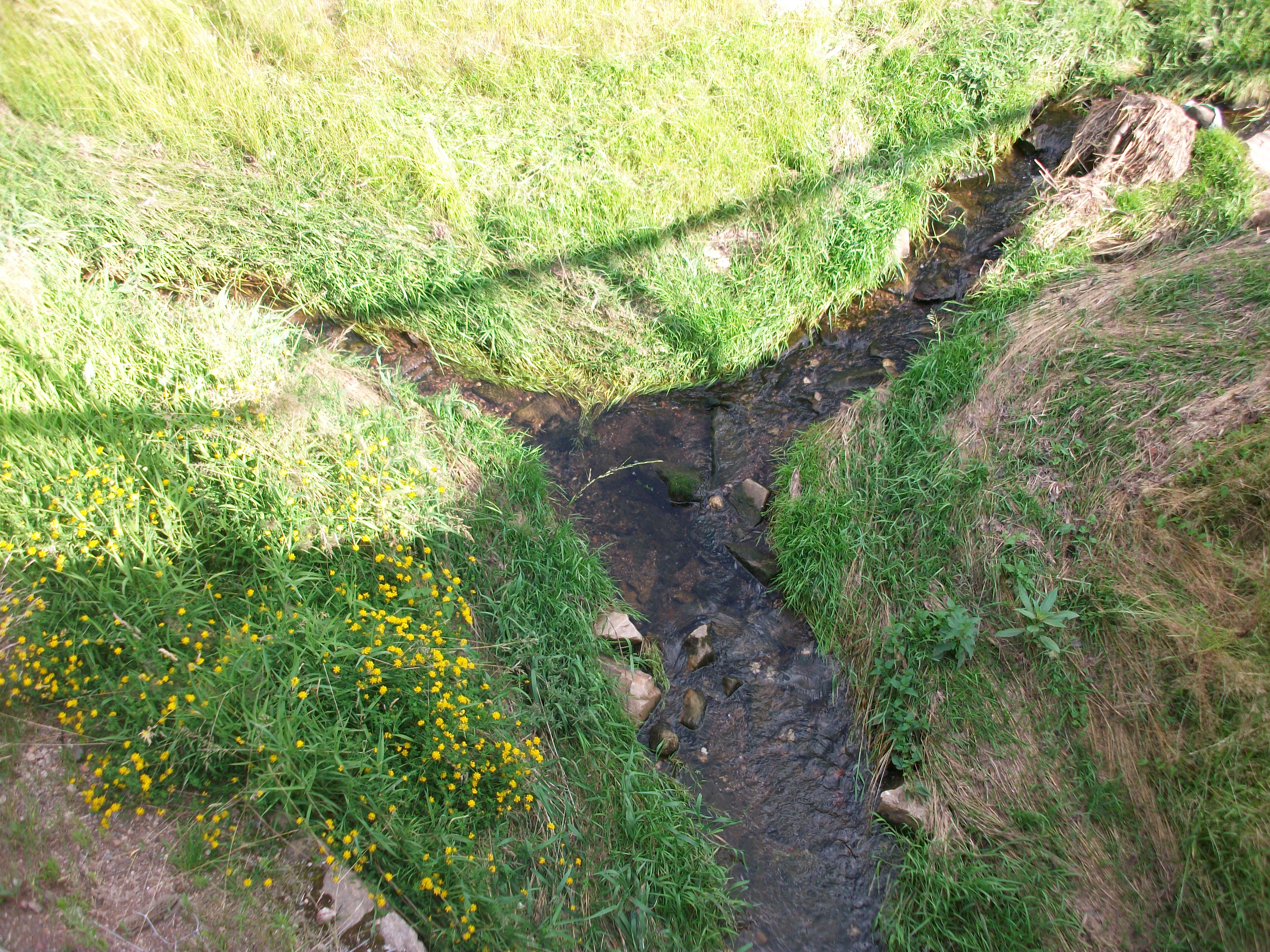
Mündung von Hegebach in den Mülsenbach
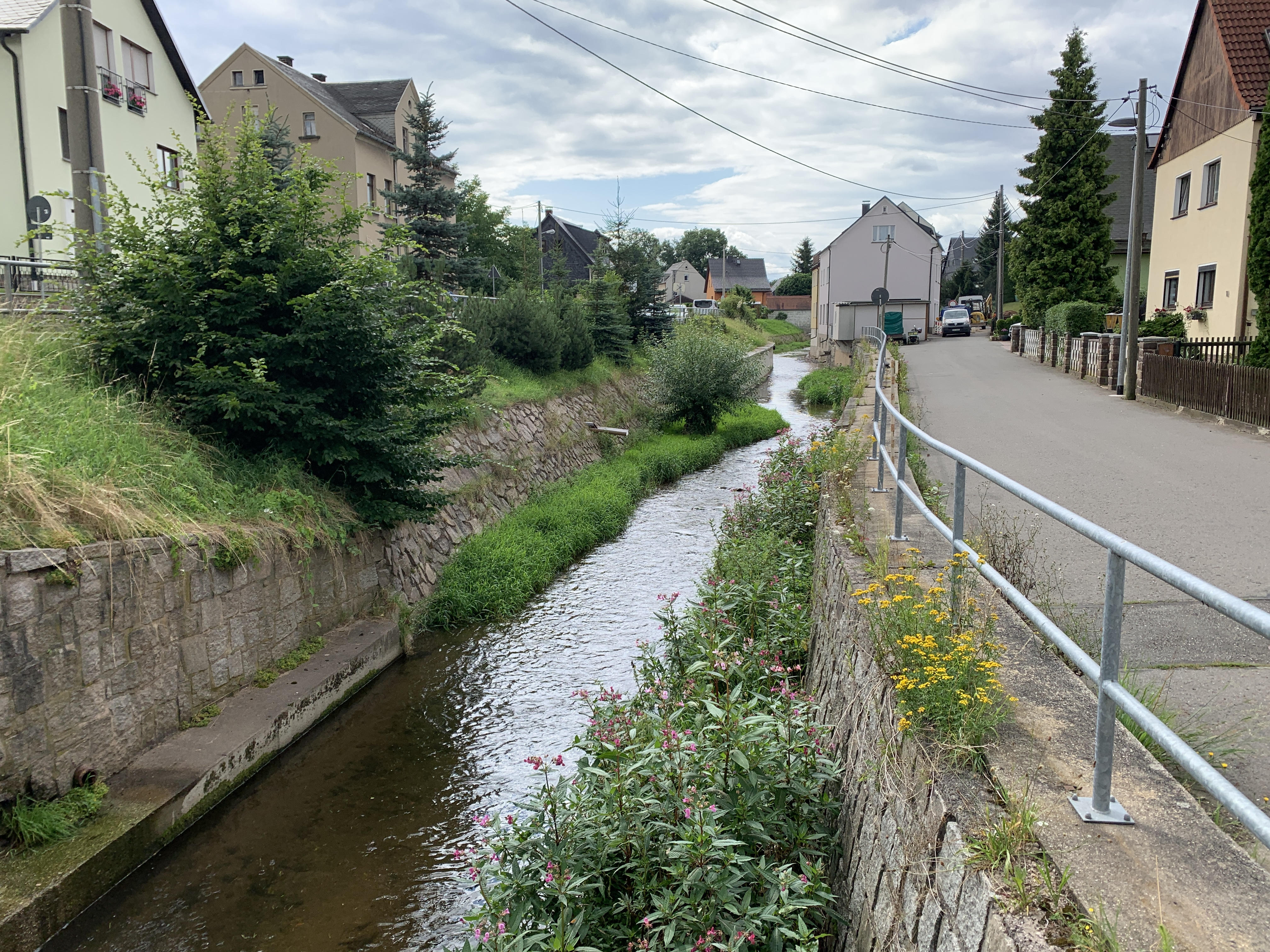
Verlauf in Mülsen St. Micheln
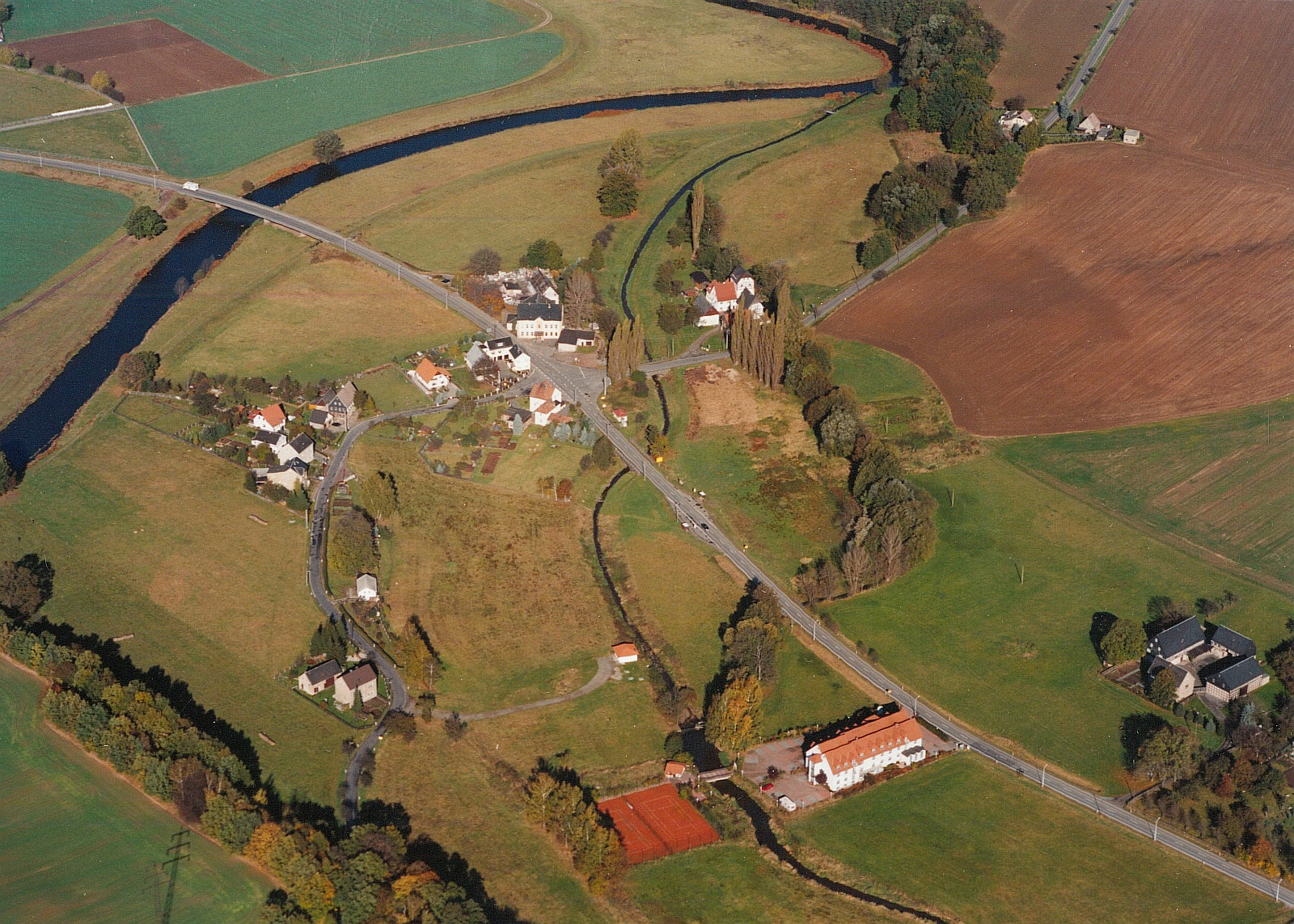
Mündung des Mülsenbaches bei Schlunzig in die Ostseite der Zwickauer Mulde

## Geschichte
In der jüngeren Geschichte des Mülsenbach ereigneten sich drei schwere Hochwasser: 1954, 2002 und 2013.

## Weiteres
Durch den Mülsengrund führte von 1885 bis 1951 die Strecke der  schmalspurigen Mülsengrundbahn von Mosel nach Ortmannsdorf.
Die Mülsener Fluren liegen fast alle in der Trinkwasserschutzzone.